# Amiret El Fhoul
Amiret El Fhoul (àrab: عميرة الفحول, ʿAmīrat al-Fḥūl) és un poble tunisià de la delegació de Moknine, a la governació de Monastir. Situat 205 km al sud de Tunis, constitueix una municipalitat amb 5.255 habitants el 2014.

## Administració
Forma una municipalitat o baladiyya, amb codi geogràfic 32 28 (ISO 3166-2:TN-12).
Al mateix temps, constitueix un sector o imada, amb codi geogràfic 32 58 60, dins de la delegació o mutamadiyya de Moknine (32 58).